# Mykénská civilizace

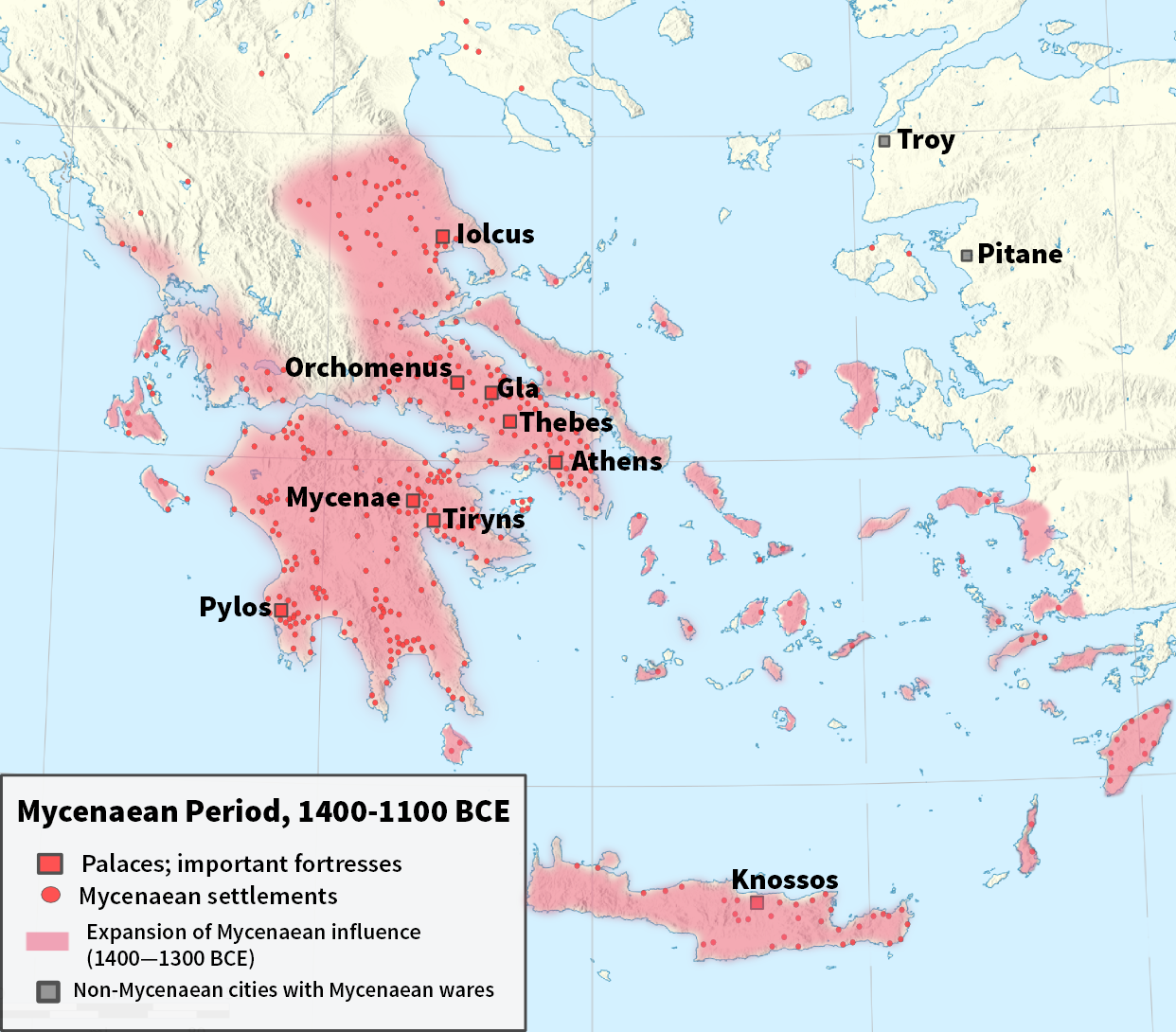
Mykénská civilizace

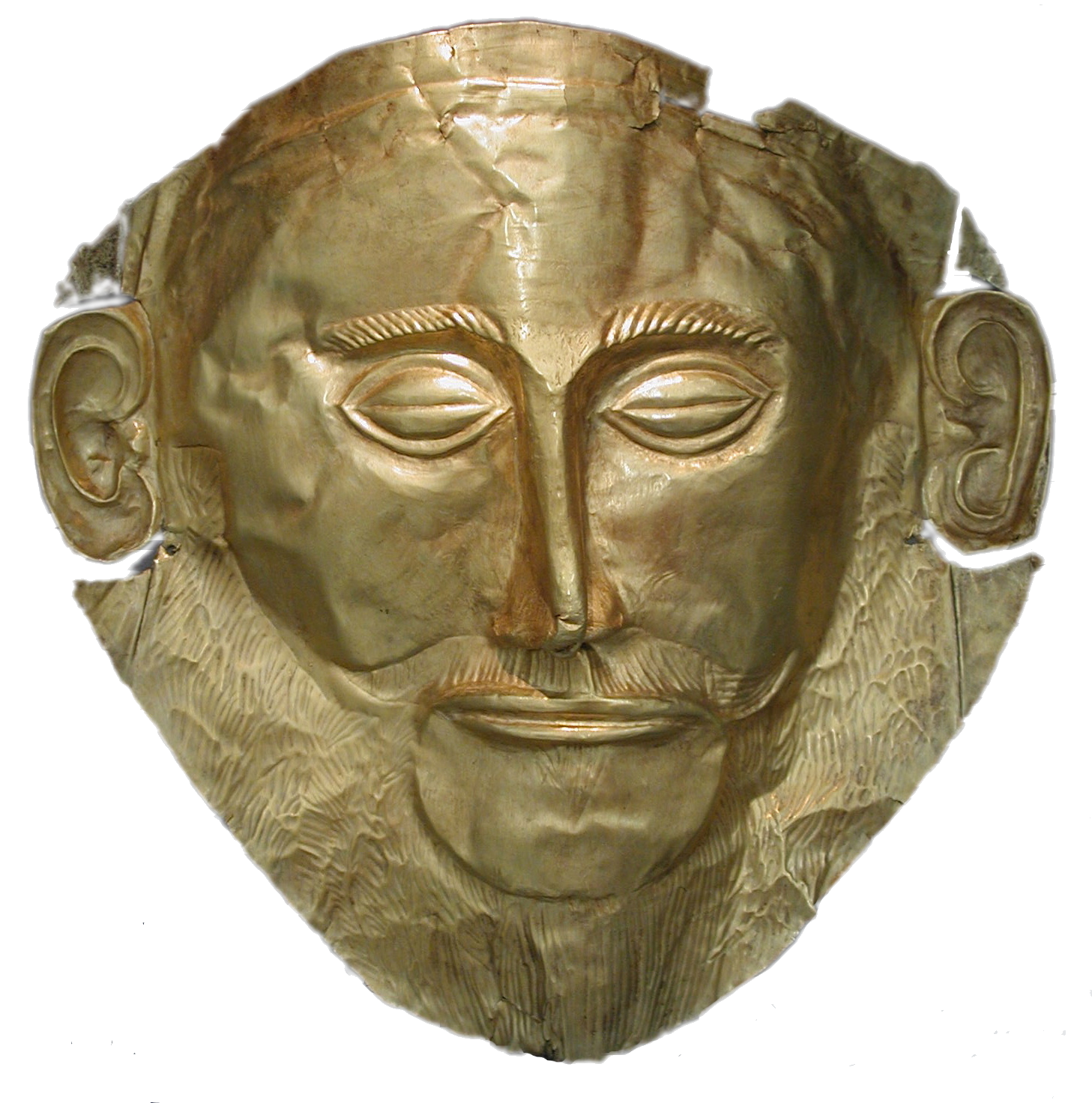
Zlatá Agamemnónova pohřební maska, 16. století př. n. l.

Mykénská kultura, někdy též nazývaná pozdně helladská kultura, byla civilizace doby bronzové, která existovala na pevninském Řecku přibližně mezi lety 1600–1000 př. n. l. Svůj název dostala podle Mykén, mocenského centra říše. V době svého největšího rozkvětu ovládala podstatnou část jižního Řecka včetně Iónských ostrovů a Kréty. Zanikla nejspíše invazí Dórů nebo v důsledku vpádu tzv. mořských národů do východního Středomoří. Podle dalších teorií se na jejím zániku mohly podílet i přírodní katastrofy nebo klimatické změny.
Kolem roku 1600 př. n. l. se objevují první šachtové hroby (byly nalezeny a zkoumány Heinrichem Schliemannem v 19. století). Ukazují na obrovské bohatství vládnoucí třídy. Největší rozkvět kultury nastal s pádem mínojské civilizace; kolem roku 1450 př. n. l. Mykéňané převzali krétskou nadvládu nad mořem a začali obchodovat s celým Středomořím.
Od druhé poloviny 14. století př. n. l. se objevuje nový fenomén, stavby a fortifikace z kyklopského zdiva. Vznikají velké citadely na kopcích jako jsou Mykény. Uprostřed těchto citadel stojí palác, jehož jádrem je megaron. Existují i paláce se dvěma megarony, například Tíryns nebo Pylos v Messénii. Podle Homéra trávili obyvatelé paláce, jak muži, tak ženy, většinu času svého pobytu v paláci právě v prostorách stinného megaronu. Městské domy stály zčásti v opevněném areálu kolem paláce a z části vně hradeb. V Mykénách byly domy mimo hradby uspořádány ve skupinách a v Tíryntu v blocích.
Paláce byly centrem veškeré moci, působili v nich řemeslníci i umělci. Na rozdíl od mínojských byly silně opevněny. Základ hospodářství z počátku tvořilo zemědělství, po ovládnutí Kréty se Mykéňané zaměřili také na obchod. Pro jeho potřeby si vybudovali hustou síť kvalitních silnic.
Domovem obyčejných lidí byly chaty skládající se z jedné nebo dvou místností. Byly postavené z vysušených cihel nebo z organických materiálů vymazaných hlínou. Měly ploché střechy a podlahy z udusané hlíny. Středně helladské typy dlouhých apsidových domů se zkracují, menší domy jsou většinou obdélného půdorysu. Větší obdélné domy půdorysem připomínají megaron. Charakteristickým znakem domů na pevnině je oproti těm krétských existence vnitřního krbu. Mykénská města byla ke konci pozdně helladského období III. (kolem roku 1200 př. n. l.) rozbořena vnitřními rozbroji a vpádem Dórů. Po zániku mykénské civilizace nastala v egejském prostoru zhruba čtyři století trvající epocha všeobecného úpadku („temná staletí řeckých dějin“).
V mykénském umění se zachovala celá řada vyobrazení božstev a kultovních scén, často s krétskými znaky, jako je dvojitá sekera (labrys). Dvanáct olympských bohů má svůj původ v mykénské kultuře. Byli uctíváni jak ve svatyních, tak i na svatých místech, na kterých stály oltáře.